# Ларін Юрій Якович
Юрій Якович Ларін (рос. Юрий Яковлевич Ларин; 12 січня 1940, Коломна — 10 лютого 2024) — російський тубіст і музичний педагог, соліст Академічного симфонічного оркестру Московської філармонії, професор Московської консерваторії, заслужений артист Росії.
Юрій Якович Ларін закінчив музичне училище при Московській консерваторії по класу Володимира Щербініна в 1962 році. Потім він займався в Олексія Лебедєва в Московській консерваторії, яку закінчив у 1967 році.
У 1967 році ще під час навчання Ларін став артистом симфонічного оркестру кінематографії, де він працював до 1977 року. З цього часу по 1977 рік Юрій Ларін був солістом Академічного симфонічного оркестру Московської філармонії.
До завершення виконавської кар'єри він неодноразово концертував сольно. Різноманітний репертутуар музиканта містив у собі музику різних епох: від італійського бароко до сучасності. Він став першим виконавцем ряду творів сучасних авторів для туби, зокрема: концерту для туби і симфонічного оркестру А. Я. Ешпая, концерту для туби, фортепіано та симфонічного оркестру В. М. Струкова, трьох п'єс для туби з фортепіано А. Плог. Ларін протягом 20 років грав на тубі Ленінградського заводу духових музичних інструментів у ладі «В».
З 1976 року Ларін викладав у музичному училищі при Московській консерваторії, а з 1993 і в самій консерваторії. У 1995 році Юрію Ларіну було присвоєно почесне звання заслужений артист Росії. У 2000 році він став професором. Юрій Ларін проводить відкриті уроки та майстер-класи в різних містах Європи та Північної Америки. Його учні неодноразово ставали лауреатами міжнародних конкурсів.
Ларіну належать кілька робіт з методики гри на тубі для студентів училищ і консерваторій. Його методика з успіхом застосовується в музичних навчальних закладах не тільки в Росії, але і в Південній Кореї.

## Виноски
1. 1 2 3  Болотин С. В. Энциклопедический Биографический Словарь музыкантов — исполнителей на духовых инструментах. — 2-е изд. — М. : Радуница, 1995. — 360 с. — 4000 прим. — ISBN 5-88123-007-8. (рос.)
2. ↑  Московская государственная консерватория имени П. И. Чайковского. Педагоги. Ларин Юрий Яковлевич. www.mosconsv.ru. Архів оригіналу за 19 квітня 2012. Процитовано 2 березня 2010. (рос.)
3. ↑  Санкт-Петербургский Завод духовых музыкальных инструментов. История завода. www.stpetemusic.ru. Архів оригіналу за 20 липня 2013. Процитовано 14 січня 2012. (рос.)